# Martin van der Borgh
Martin van der Borgh (Koningsbosch, 28 oktober 1934 – Brunssum, 12 februari 2018) was een Nederlands wielrenner.

## Loopbaan
Van der Borgh was professioneel wielrenner van 1957 tot 1964. Hij nam driemaal deel aan de Ronde van Frankrijk en behaalde alleen in de Ronde van Frankrijk 1960 de finish in Parijs. In deze editie werd hij in de eerste etappe naar Brussel in winnende positie door een politieagent, enkele meters voor de eindstreep, een verkeerde weg in gestuurd. Hierdoor liep hij de etappezege én de gele trui mis. Van der Borgh was een redelijk goed klimmer, getuige zijn uitslagen in enkele bergritten in de Tour van 1960.
Zijn grootste persoonlijke succes was de eerste plaats in het eindklassement in de Franse wielerwedstrijd Tour du Nord in 1961.
Zijn wielercarrière werd in 1964 abrupt beëindigd door een ongeluk waarbij hij zijn knie verbrijzelde. Van der Borgh overleed in 2018 nadat hij enige tijd ziek was geweest.

## Belangrijkste overwinningen
1954
 Wereldkampioenschap wielrennen op de weg voor amateurs
Ronde van Limburg
1958
3e etappe Ronde van Luxemburg
1960
Ronde van Haspengouw
1961
Eindklassement Ronde van Noord-Frankrijk
1962
Brussel-Charleroi-Brussel
1963
2e etappe Ronde van Luxemburg

## Resultaten in voornaamste wedstrijden
| Jaar | Ronde van Italië | Ronde van Frankrijk | Ronde van Spanje |
| ---- | ---------------- | ------------------- | ---------------- |
| 1958 |                  | opgave              |                  |
| 1959 |                  | opgave              |                  |
| 1960 |                  | 34e                 |                  |
| 1962 |                  |                     |                  |
| 1964 |                  |                     |                  |

| Jaar | Gent-Wevelgem | Ronde van Vlaanderen | Parijs-Roubaix | Luik-Bast.‑Luik |  | WK op de weg |
| ---- | ------------- | -------------------- | -------------- | --------------- |  | ------------ |
| 1958 | 50e           |                      |                | 23e             |  | 8e           |
| 1959 |               |                      |                |                 |  |              |
| 1960 |               |                      | 12e            | 6e              |  |              |
| 1962 |               | 39e                  |                |                 |  |              |
| 1964 | 40e           |                      |                |                 |  |              |

## Ploegen
- 1957 –  Eroba-Vredestein
- 1958 –  Eroba-Vredestein
- 1959 –  Magneet-Vredestein
- 1959 –  Locomotief-Vredestein
- 1960 –  Goggomobil
- 1960 –  Locomotief-Vredestein
- 1961 –  Afri-Cola-Rabeneick
- 1961 –  Locomotief-Vredestein
- 1962 –  Queen Anne-Locomotief
- 1962 –  Afri-Cola-Rabeneick
- 1963 –  Ruberg-Liga
- 1963 –  Rijnbende
- 1964 –  Acifit
- 1964 –  Ruberg-Caltex